# Parc national de Kanha
Le parc national de Kanha, plus connu comme la « réserve de tigres de Kanha », est l'un des sanctuaires réservés aux tigres de l'Inde et le plus grand parc national du Madhya Pradesh.
La zone actuelle de Kanha a été divisée en deux sanctuaires, Hallon et Banjar, de respectivement 250 km2 et 300 km2. Le parc national de Kanha a été créé le 1er juin 1955 et en 1973 il a été érigé en réserve de tigres. Aujourd'hui, il s'étend sur 940 km2 à cheval sur les districts de Mandla et de Balaghat. Grâce à une zone tampon environnante de 1 067 km2 il rejoint le parc voisin de Phen Sanctuary (110 km2) et forme ainsi le plus grand parc national en Inde centrale.
Le parc est situé à 80 km au sud-est de Mandla et à 150 km au nord-est de Balaghat. Le village le plus proche est Mocha.
Kanha a été classé dans le top 10 des lieux incontournables pour les touristes.
Le parc a une importante population de tigres du Bengale, de léopards indiens, d'ours paresseux, de barasinghas et de chiens sauvages indiens.
Les forêts luxuriantes de sals et de bambous, les prairies herbeuses et les ravins de Kanha ont inspiré Rudyard Kipling pour son roman célèbre Le Livre de la jungle.

## Flore
La réserve de tigres de Kanha abrite plus de 1000 espèces de plantes à fleurs. La forêt de plaine est un mélange de sal (Shorea robusta) et d'autres arbres, entrecoupé de prairies.
Les forêts des hautes terres sont par contre, de type tropical et de nature complètement différente avec le bambou (Dendrocalamus strictus) sur les pentes. Un très bel arbre le Davidia involucrata[citation nécessaire] peut également être vu dans la forêt dense.
Le parc de Kanha abonde en prairies ouvertes qui ont poussé dans les champs des villages abandonnés, évacués pour faire place aux animaux.
Il existe de nombreuses espèces d'herbe répertoriées à Kanha dont certaines sont importantes pour la survie du barasingha (Cervus duvauceli branderi).
Les zones forestières denses avec une bonne couverture de couronne présentent de nombreuses espèces de plantes grimpantes, d'arbustes et d'herbes qui poussent dans le couvert. Les plantes aquatiques des nombreux lacs sont une nourriture et un habitat propice aux oiseaux migrateurs et aquatiques.

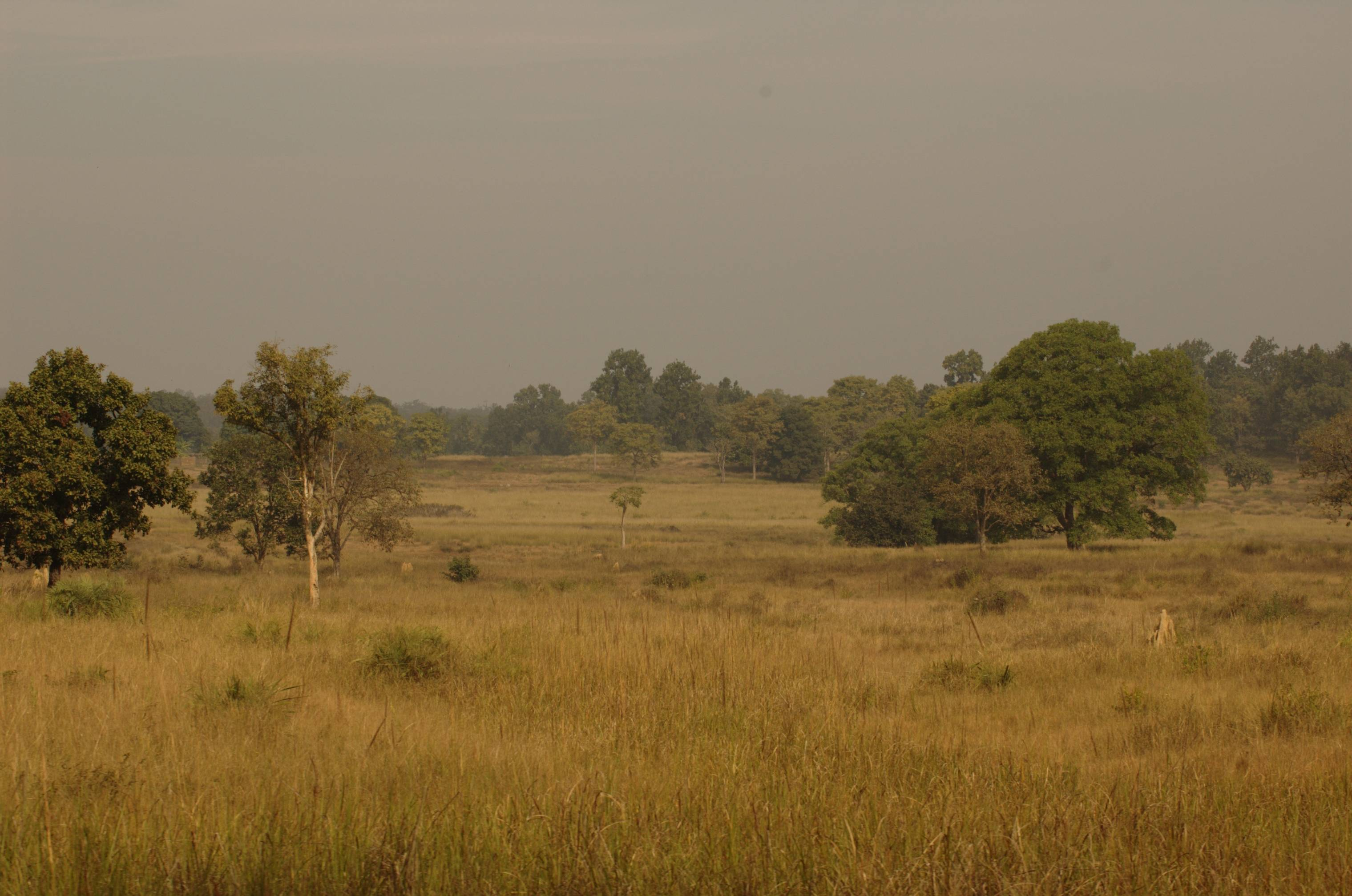
Prairie
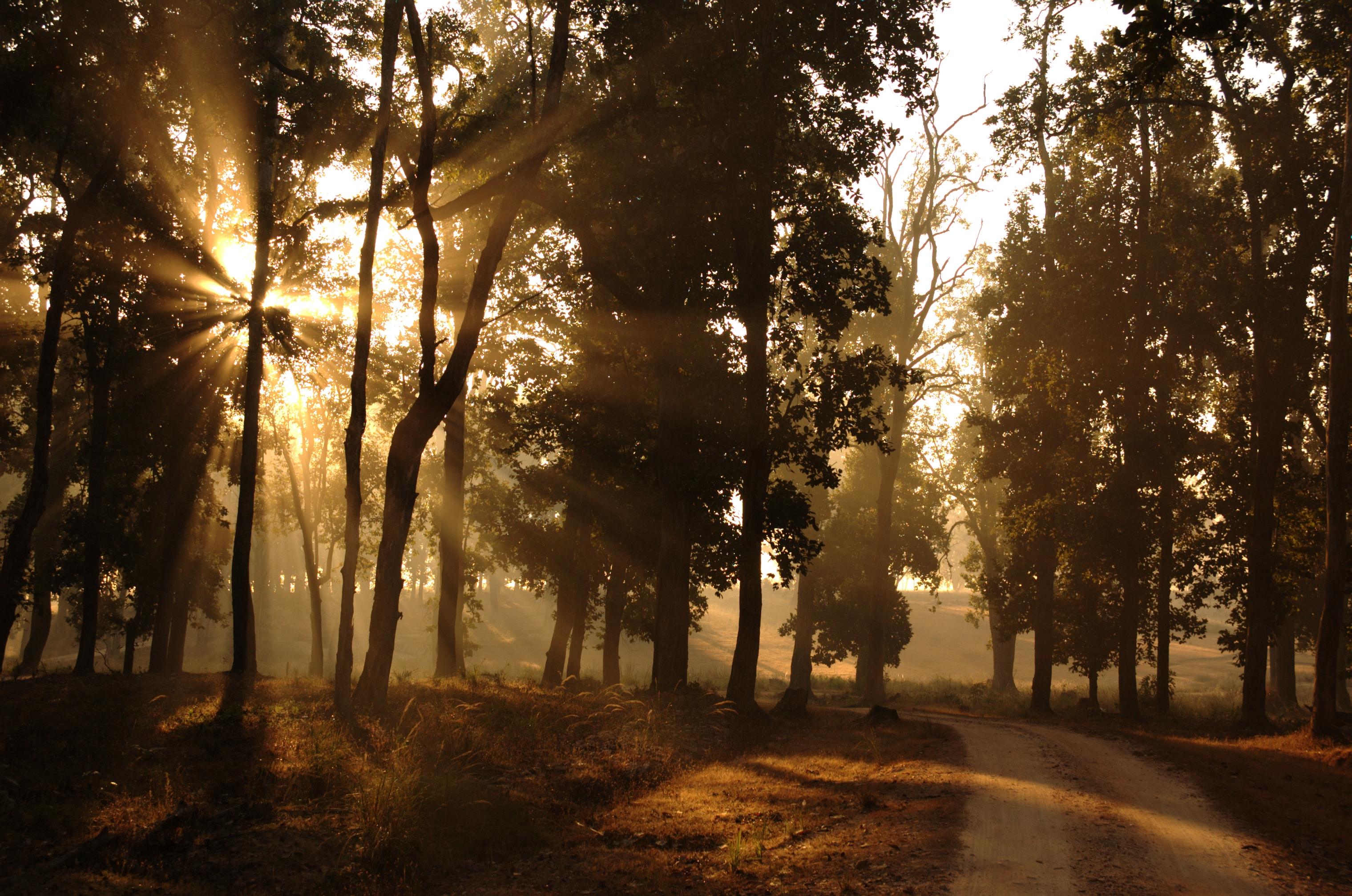
Forêt ouverte
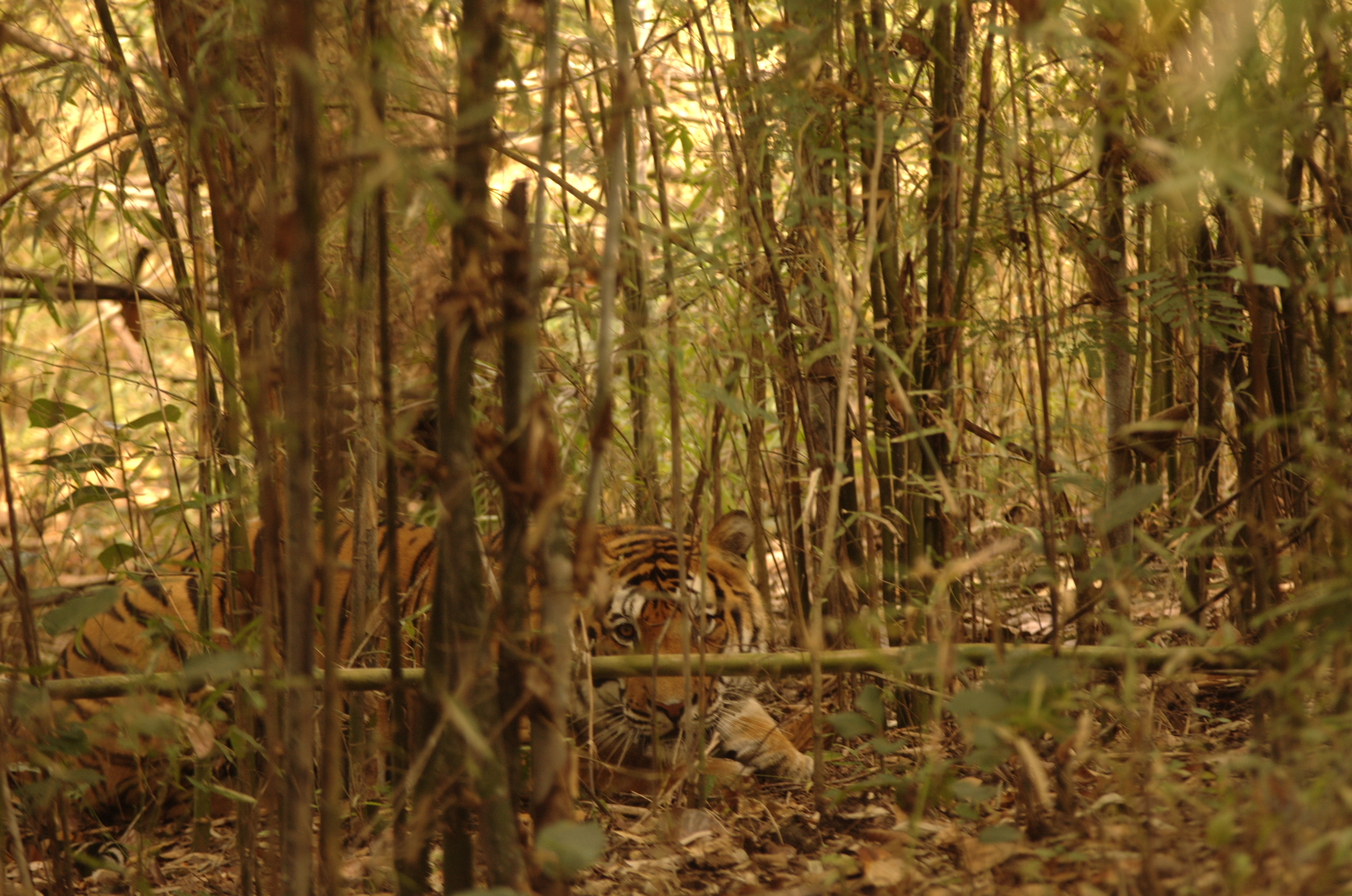
Tigre caché dans les bambous
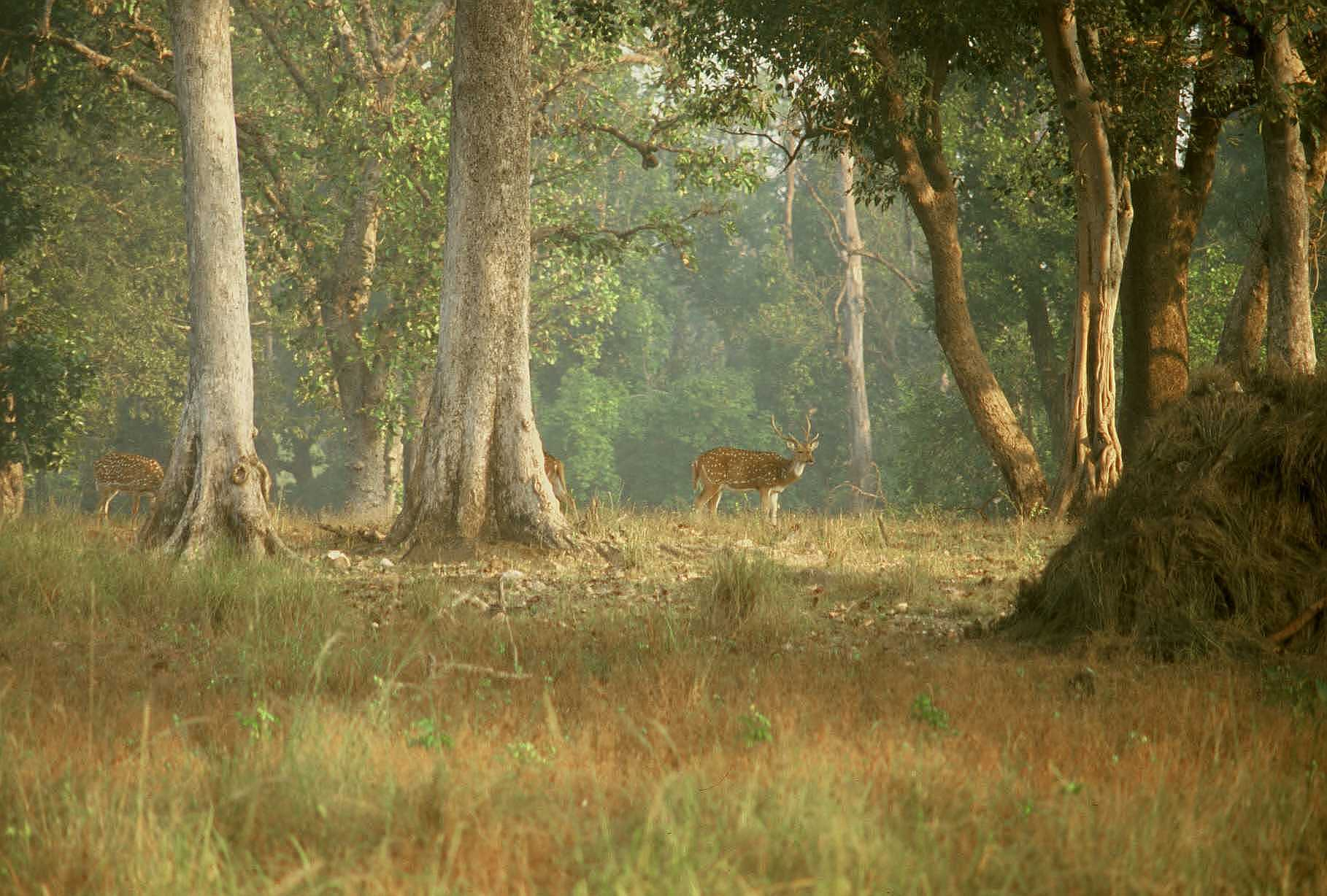
Cerf axis

## Faune
Le parc national de Kanha est habité par les carnivores tels que le tigre, le léopard, le dhole, le chat sauvage, le renard et le chacal.
Parmi les herbivores, on trouve le cerf commun (Cervus duavcelli branderi) ou le barasingha, fierté du parc, car il est la seule sous-espèce de cerf présente en Inde, à l'exception des Sundarbans. L'animal est adapté au terrain dur à la différence du barasingha du nord qui vit dans des marécages. La réserve de Kanha a permis de sauver ces cerfs de l'extinction.
Le gaur (Bos guarus), le plus gros des bovidés, se trouve à Kanha mais il n'y est visible qu'à la fin de l'hiver. En été, les gaur peuplent des prairies et des trous d'eau inaccessibles dans le parc.
On trouve communément dans le parc; le cerf axis (cerf), le sambar, le muntjac et l'antilope tétracère (Tetracerus quadricornis). Récemment, des chevrotains ont également été découverts dans la réserve.
L'antilope cervicapre est inexplicablement devenue très rare. Après avoir complètement disparu, elles ont été réintroduites récemment à l'intérieur d'une zone clôturée du parc. L'Antilope Nilgaut peut encore être vue près de la porte de Sarahi, tandis que le loup des Indes autrefois commun à Mocha est rarement vu maintenant.
Hyènes et ours lippus sont visibles de temps à autre. Les langurs et les sangliers sont communs, mais le macaque rhésus est moins souvent aperçu.
Les animaux nocturnes comme le renard, l'hyène, le chat de la jungle, les civettes, le porc-épic, le ratel et les lièvres peuvent être vus en dehors des limites du parc.
Les reptiles comme les pythons, les cobras, les bongares, la couleuvre d'Esculape et la couleuvre à collier et de nombreuses autres espèces de serpents (Natricidae, Viperinae) sont des animaux nocturnes et sont donc rarement vus. Il existe également de nombreuses espèces de tortues ainsi que des amphibiens dans ou près des plans d'eau.
Le parc national de Kanha, avec celui de Satpura, était une partie du Gondwâna. Désormais célèbre en tant que réserve de tigres, il était peuplé alors par des éléphants sauvages.

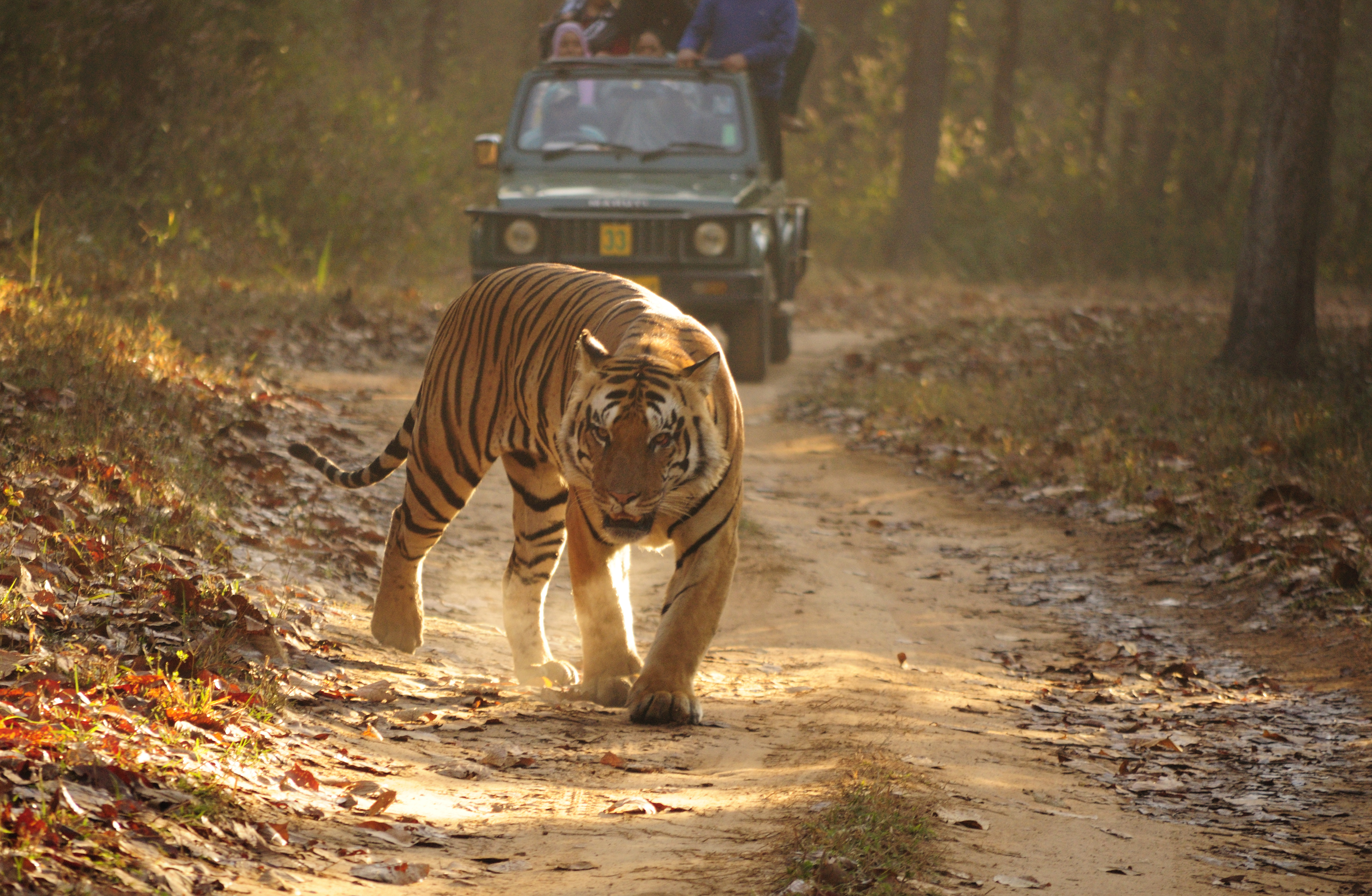
Kanha est réputé pour ses tigres.
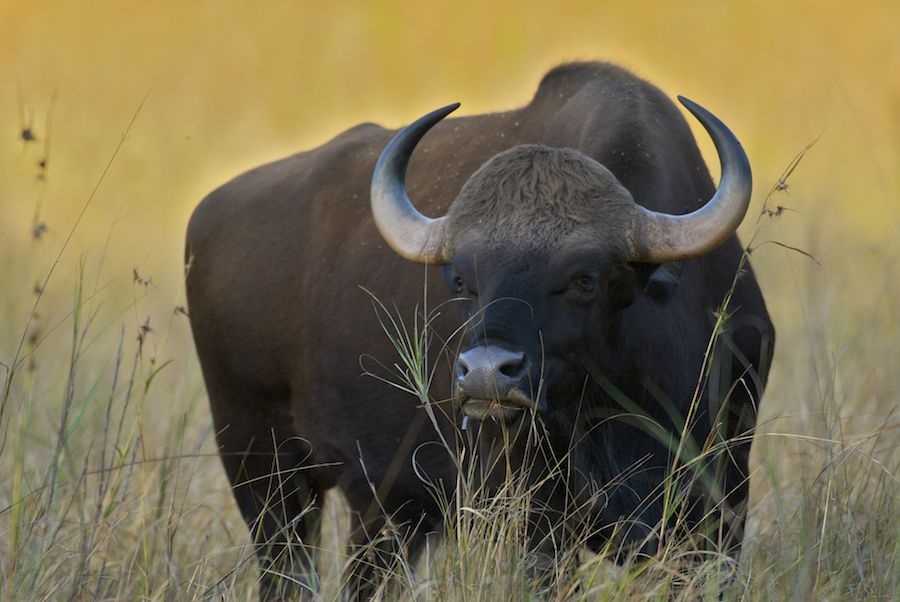
Le gaur est le plus gros animal du parc.
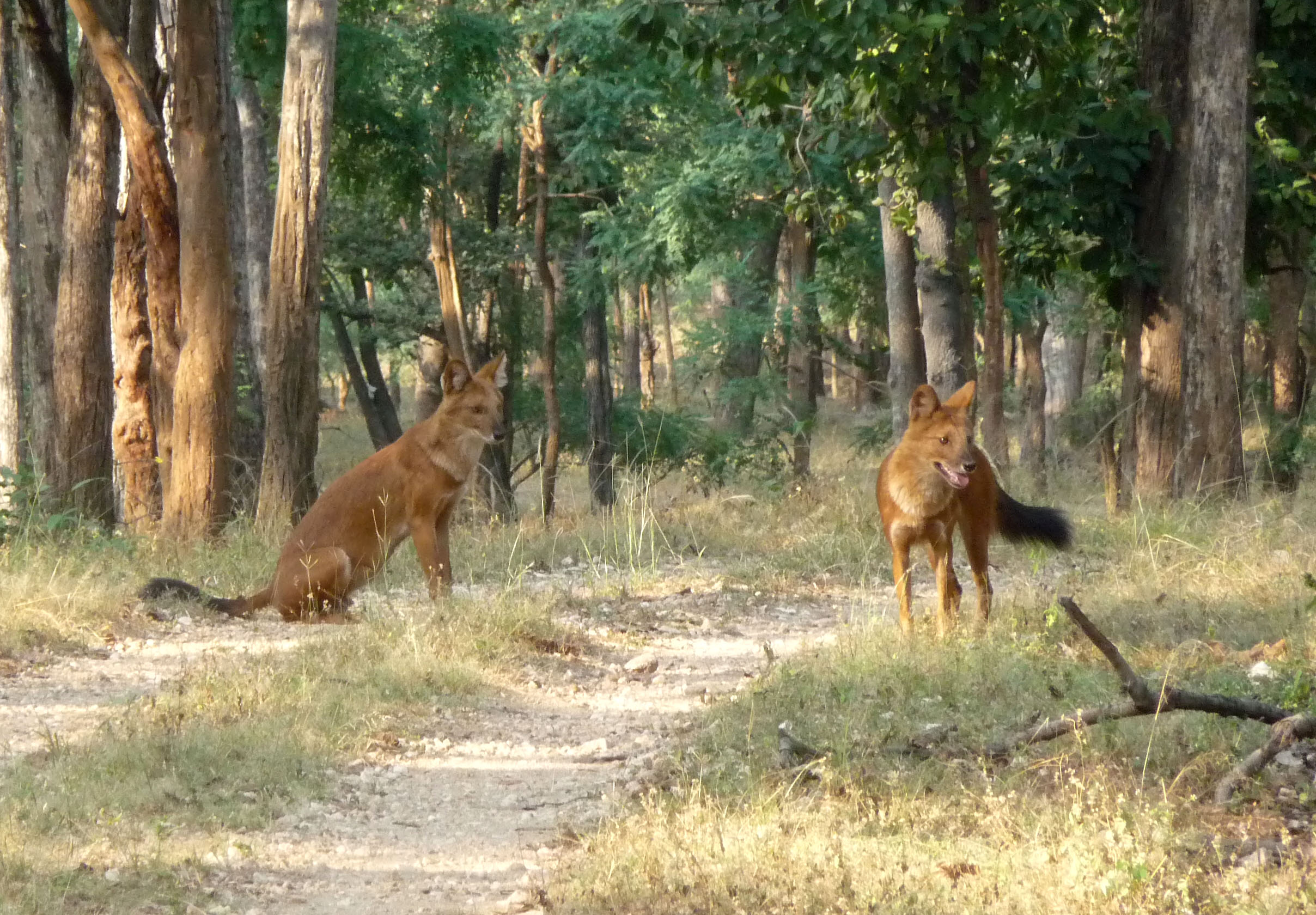
Deux dholes.
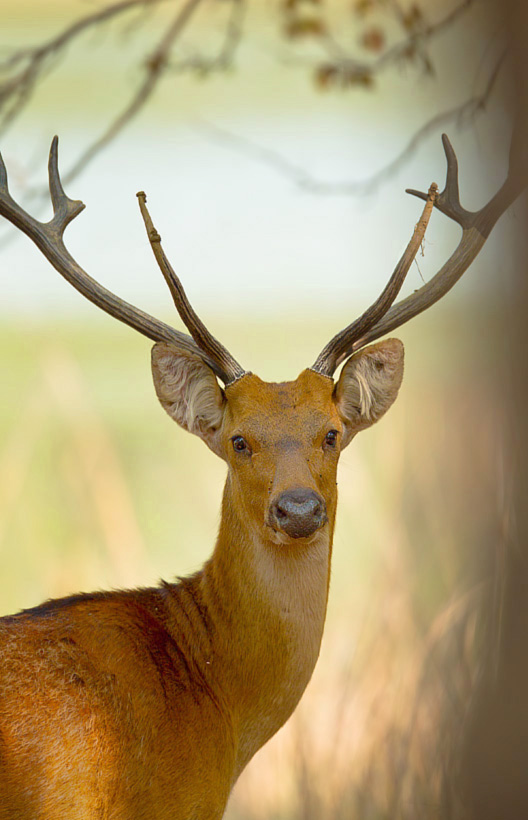
Mâle barasingha.

## Réintroduction du barasingha
Un effort de conservation important est tenté dans le parc national, la réintroduction de barasingha. Pour cela, les gaurs seront déplacés à Bandhavgarh et certains barasingha seront relocalisés dans la réserve de tigre de Satpura. L'objectif de ce projet est d'introduire environ 500 barasinghas dans le parc de Kanha, à huit ou neuf emplacements différents.
Il y a aussi un projet pour capturer une vingtaine de tigres et les relocaliser à Satpura.

## Problématiques de conservation du tigre
Les membres du peuple Baiga, une tribu semi-nomade de l'Inde centrale qui dépend de la forêt, vivaient dans 28 villages qui se trouvaient dans le parc national de Kanha jusqu'en 1968, date de leur réinstallation. La réinstallation faisait partie d'un effort visant à maintenir un habitat essentiel pour le tigre. Mais les terres où ces groupes ont été déplacées sont stériles et ils souffrent maintenant d'alcoolisme et de malnutrition et ils demandent à être aidés. Les derniers villages à relocaliser au bénéfice du tigre se trouvait dans la zone centrale de la réserve de Kanha, mais cet endroit est la demeure ancestrale des tribus Gond et Baiga. Selon Survival International, en janvier 2010, une tribu Baiga a été illégalement expulsée du parc sans une compensation appropriée du gouvernement.
Dans ses efforts pour maintenir et restaurer l'habitat du tigre, la fondation locale du Fonds mondial pour la nature (WWF) a travaillé à créer des couloirs pour les tigres et leurs proies, stabilisant ainsi la population de tigres. Cela a nécessité également des actions visant à prévenir la perte de vies humaines ou les biens des habitants, à réduire la dépendance de la population à l'égard de la forêt et à éviter les représailles envers les tigres quand les gens ont subi des pertes.

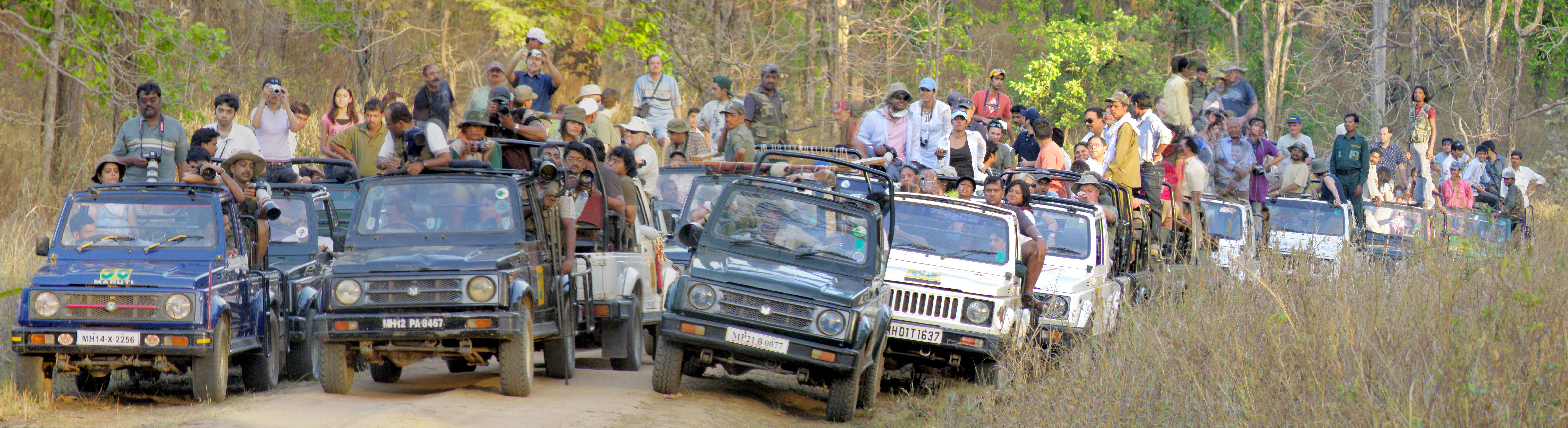
Quarante véhicules et deux cents personnes de part et d'autre d'un seul tigre !

### Visite
- Meilleure saison : février à juin
- Heures de visite du matin : 6 h 30 à 11 h
- Heures de visite en soirée : 15 h à 18 h
- Fermé : 1er juillet au 15 octobre

### Accès
- Avion - L'aéroport de Jabalpur (175 km de distance) propose des vols directs vers et depuis Delhi et Mumbai, avec AirIndia et SpiceJet assurant des vols quotidiens. Nagpur (260 km) et Raipur (219 km) ont aussi des aéroports.
- Train - Jabalpur est une gare ferroviaire importante avec connexion vers le reste de l'Inde.
- Route - De Jabalpur, la meilleure manière de voyager est via Mandla, qui a un service de taxi touristique au parc, et Nainpur - peut-être avec une étape de nuit.

Il y a trois portes pour l'entrée dans le parc. La porte de Kisli est la plus accessible depuis Jabalpur. La route s'arrête au village Khatia, à l'intérieur de la zone tampon. La deuxième porte est à Mukki et la troisième porte, la plus récemment ouverte, est à Serai.